# Translacja (kult świętych)

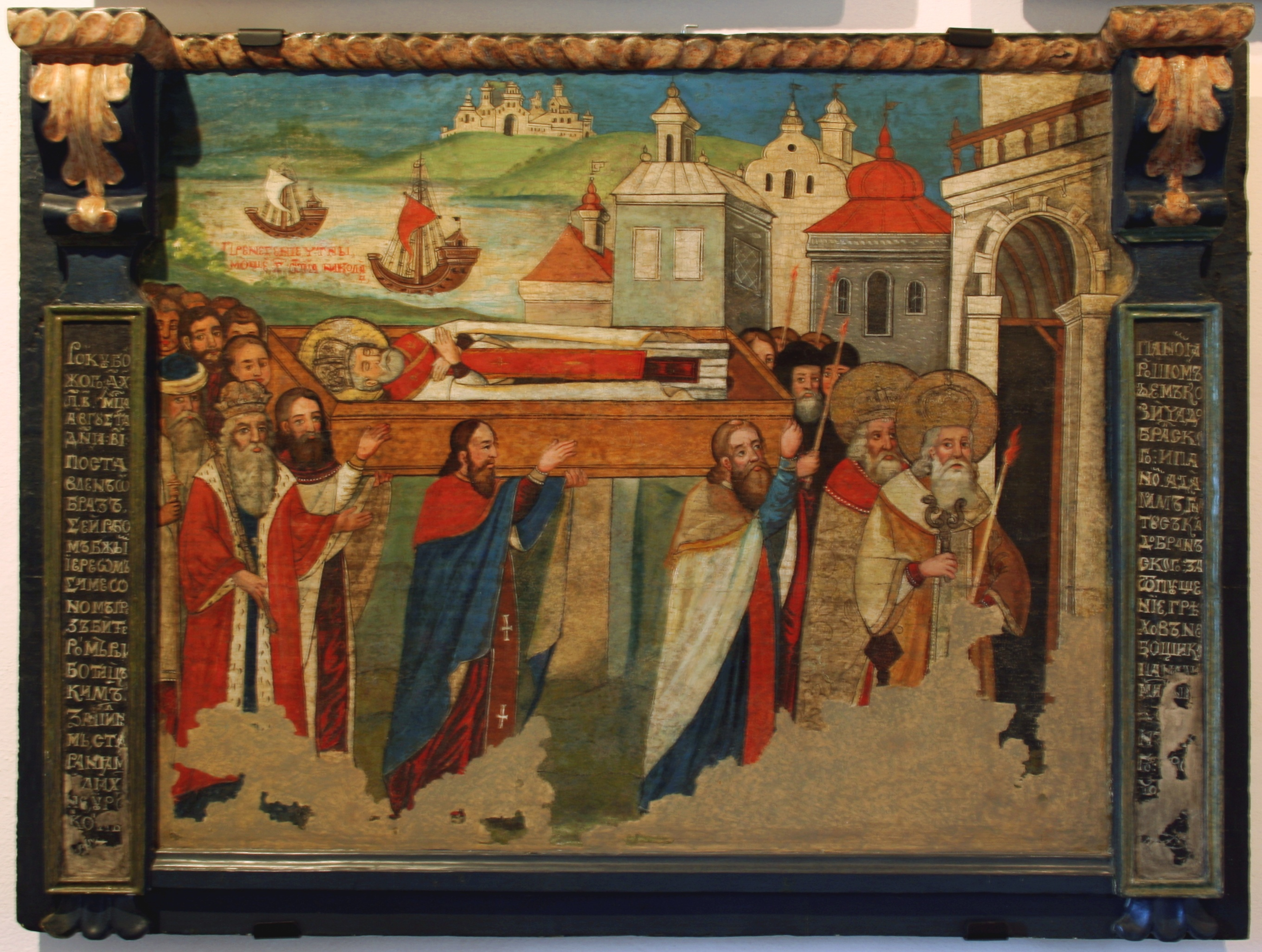
Przeniesienie relikwii św. Mikołaja (ikona z XVII wieku, Muzeum Historyczne w Sanoku)

Translacja (łac. Translatio „przeniesienie”, „nadanie”) – procedura kościelna poprzedzająca kanonizację, polegająca na przeniesieniu ciała świętego z miejsca pierwotnego pochówku do kaplicy czy kościoła, najczęściej w pobliżu ołtarza.
Stosowana była od początku IV wieku. Było to uroczyste przeniesienie relikwii osoby mającej być kanonizowaną z jej grobu do ołtarza. Translacja mogła też mieć miejsce już po kanonizacji w związku na przykład ze znalezieniem szczątków świętego. Tak było m.in. w Gnieźnie, gdy znaleziono w czasie przebudowy katedry w XII wieku grób św. Wojciecha. Arcybiskup gnieźnieński ustanowił na pamiątkę tego wydarzenia święto diecezjalne 20 października „Przeniesienie relikwii św. Wojciecha” (łac. Translatio Sancti Adalberti).